# 花は枯れて また咲く
『花は枯れて また咲く』（はなはかれて またさく）は、2004年5月26日に発売されたSOPHIAの25枚目のシングル。

## 解説
3週連続リリースの第3弾となるシングルである。
初回生産の3万枚限定で販売された。

## 収録曲
1. 花は枯れて また咲く
作詞：松岡充、作曲：都啓一
2. 花は枯れて また咲く (Instrumental)

CD-EXTRA仕様
SOPHIA映像作品集Part3（パーソナルインタビュー、ツアードキュメントetc. 〜 BGM「旅の途中」）

## 楽曲の収録アルバム
- ALL SINGLES「A」 (#1)